# 補充券

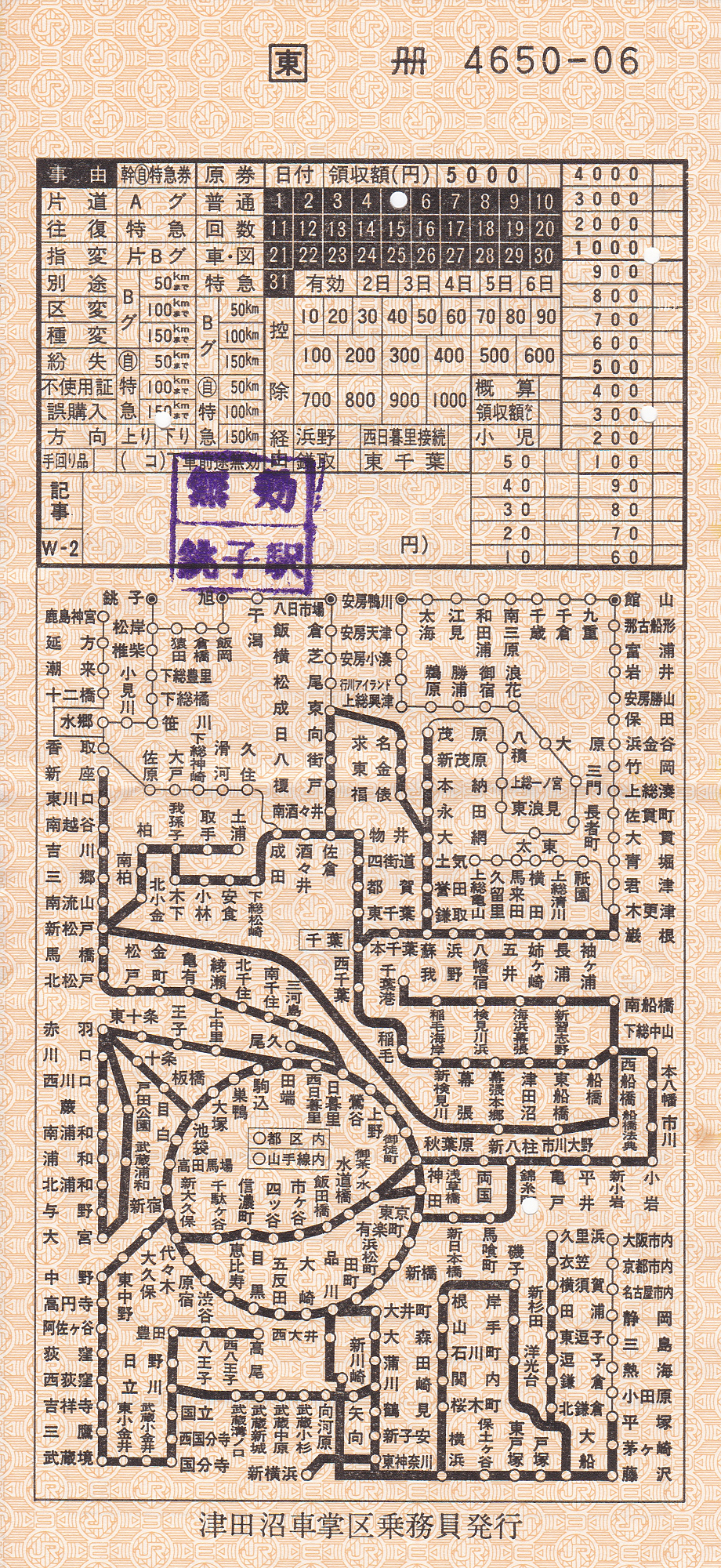
地図式車内補充券（津田沼車掌区乗務員発行）

補充券（ほじゅうけん）は、日本の鉄道駅において窓口に常備されていない乗車券類、もしくは乗車券類発行端末で発券できない乗車券類を発行する際に用いるものと、鉄道・路線バス等で駅員または車掌など乗務員が旅客に対して主に乗車に必要な乗車券等を所持していない場合に発行する乗車券類である。

## 補充片道乗車券

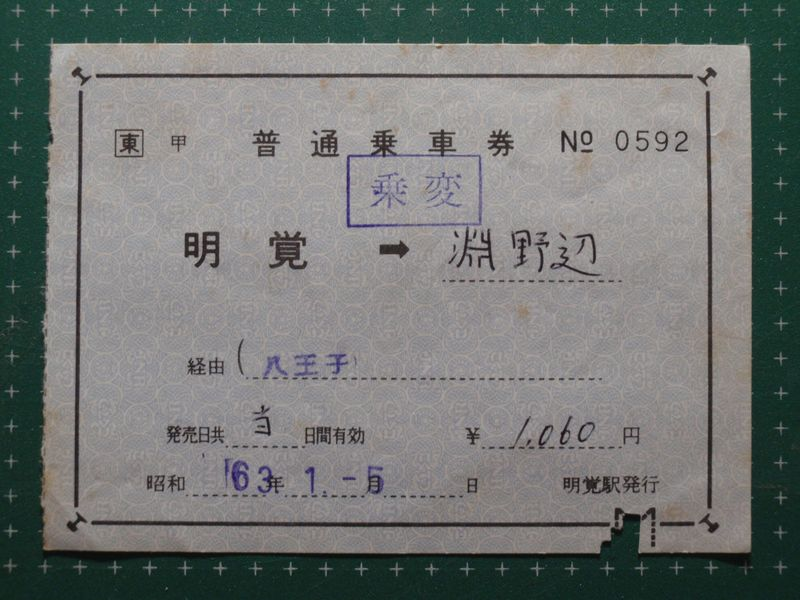
補充片道乗車券

駅において、窓口に常備されていない駅までの片道乗車券を発行する際に用いられる。切符は旅客に渡す甲片と売り上げ報告用の乙片に分かれている。
発券端末が普及した駅では原則使用されていない。JR九州の一部のPOS端末設置駅などで使われている程度である。
西日本JRバス、JRバス東北では(自)金沢駅、(自)盛岡駅に設置されていたが、新版の専用補充券の設備を導入したことにより撤去された。
京王電鉄に駅業務を委託している分倍河原駅における使用も、2022年3月31日をもって設備廃止となった。
補充片道乗車券は大まかに2種類に分けられる。
- 発駅が記載
  - 自駅発に用いられる一般的な補充片道乗車券。
- 発駅が未記載（記入式補充片道乗車券）
  - 自駅発のほか、他駅発にも用いられる。

発駅が未記載のものには発行箇所が記載されているものと、未記載のものがある。

## 補充往復乗車券

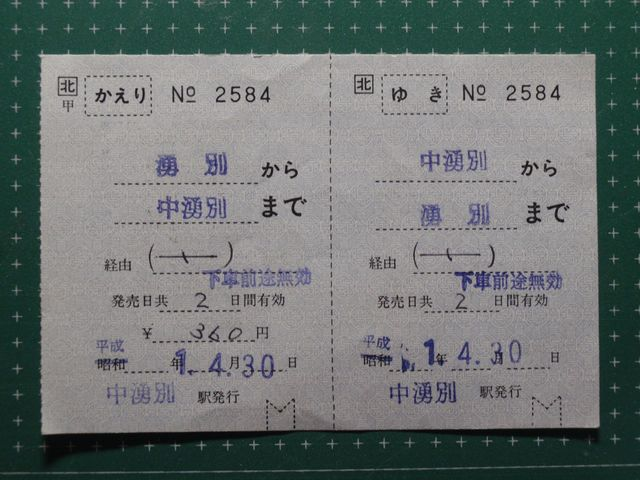
補充往復乗車券

駅において、窓口に常備されていない駅間との往復乗車券を発行する際に用いられる。切符は旅客に渡す甲片と売り上げ報告用の乙片に分かれている。
補充往復乗車券も大まかに2種類に分けられる。
- 発駅が記載
  - 自駅発に用いられる一般的な補充往復乗車券。
- 発駅が未記載（記入式補充往復乗車券）
  - 自駅発のほか、他駅発にも用いられる。

発駅が未記載のものには発行箇所が記載されているものと、未記載のものがある。

## 補充連続乗車券

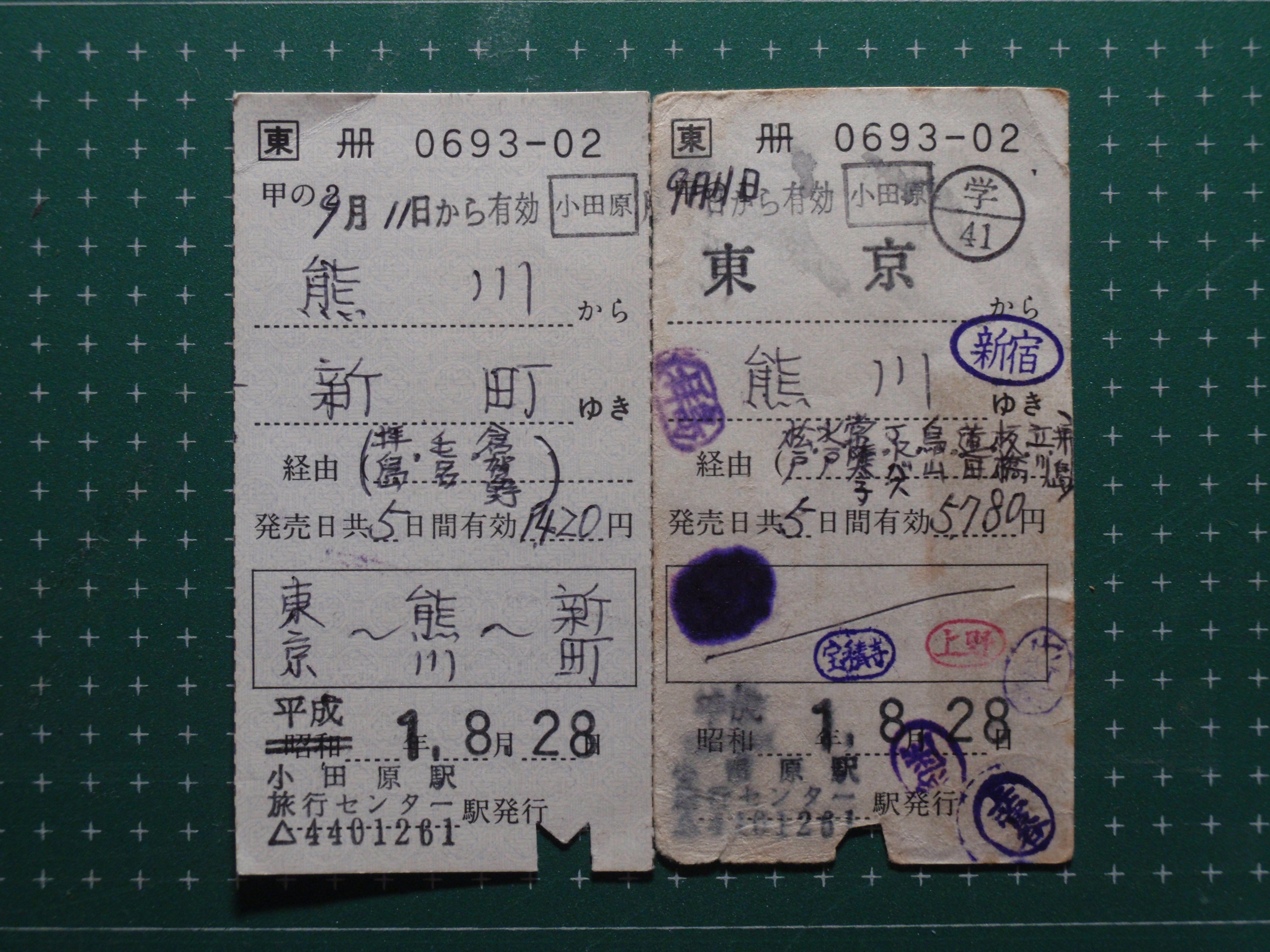
補充連続乗車券

以前は窓口に常備されていない連続乗車券の発行に用いられていたが、マルス端末の普及により使用駅が減少し、唯一残っていたJR東日本篠ノ井線坂北駅における使用も、2006年11月30日をもって設備廃止となり消滅した。切符は旅客に渡す甲片と売り上げ報告用の乙片に分かれている。

## 補充回数乗車券

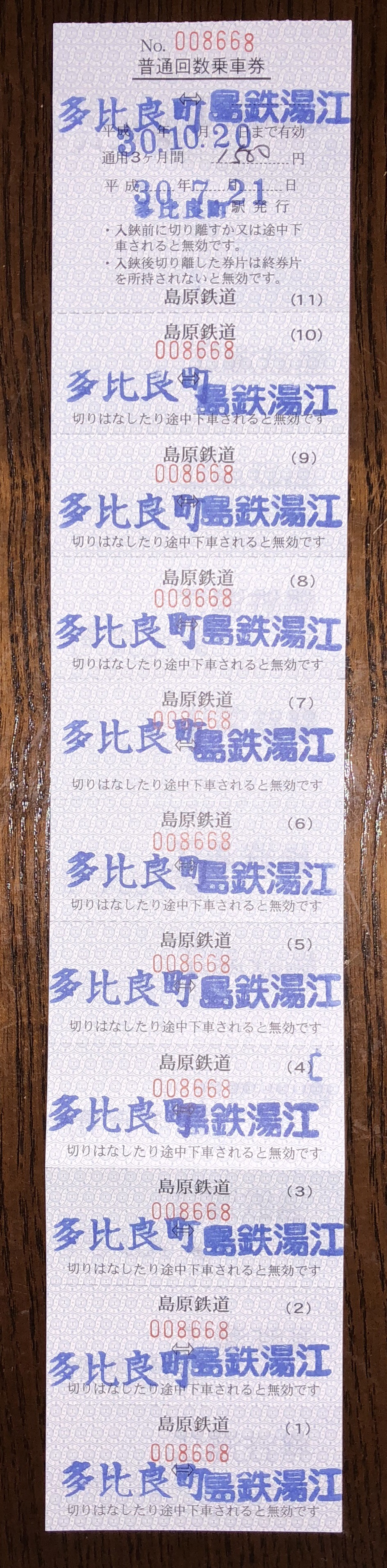
補充回数乗車券

駅において、窓口に常備されていない駅までの回数乗車券を発行する際に用いられる。切符は旅客に渡す甲片と売り上げ報告用の乙片に分かれている。

## 補充定期乗車券
駅において、窓口に常備されていない駅までの定期乗車券を発行する際に用いられる。切符は旅客に渡す甲片と売り上げ報告用の乙片に分かれている。

## 特別補充券

### 一般用特別補充券
JRの旅客営業取扱基準規程第236条では、
- 自駅に設備のない乗車券の代用発行する場合（旅客営業取扱基準規程第191条）
- 他駅発の普通乗車券の代用として発行する場合（旅客営業規則第27条第1項）
- 乗車券類の変更、乗車変更の取扱をする場合
- 乗車券の誤発行および破損・汚れた乗車券の再交付をする場合
- 紛失した乗車券類を再発行する場合（旅客営業取扱基準規程第314条）
- 誤発行した乗車券類の代用として再発行する場合（旅客営業取扱基準規程第378条第1項第1号）

に用いるとされている。

#### 出札補充券・改札補充券

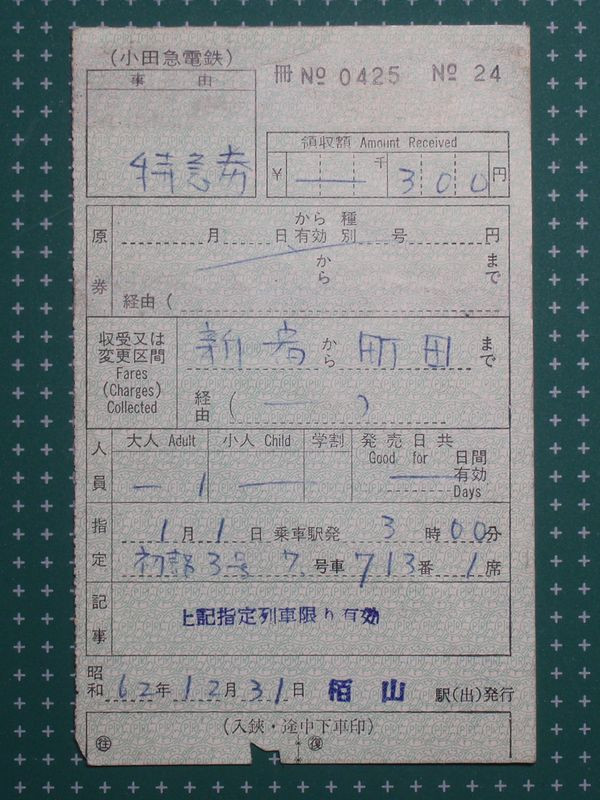
出札補充券（小田急電鉄）

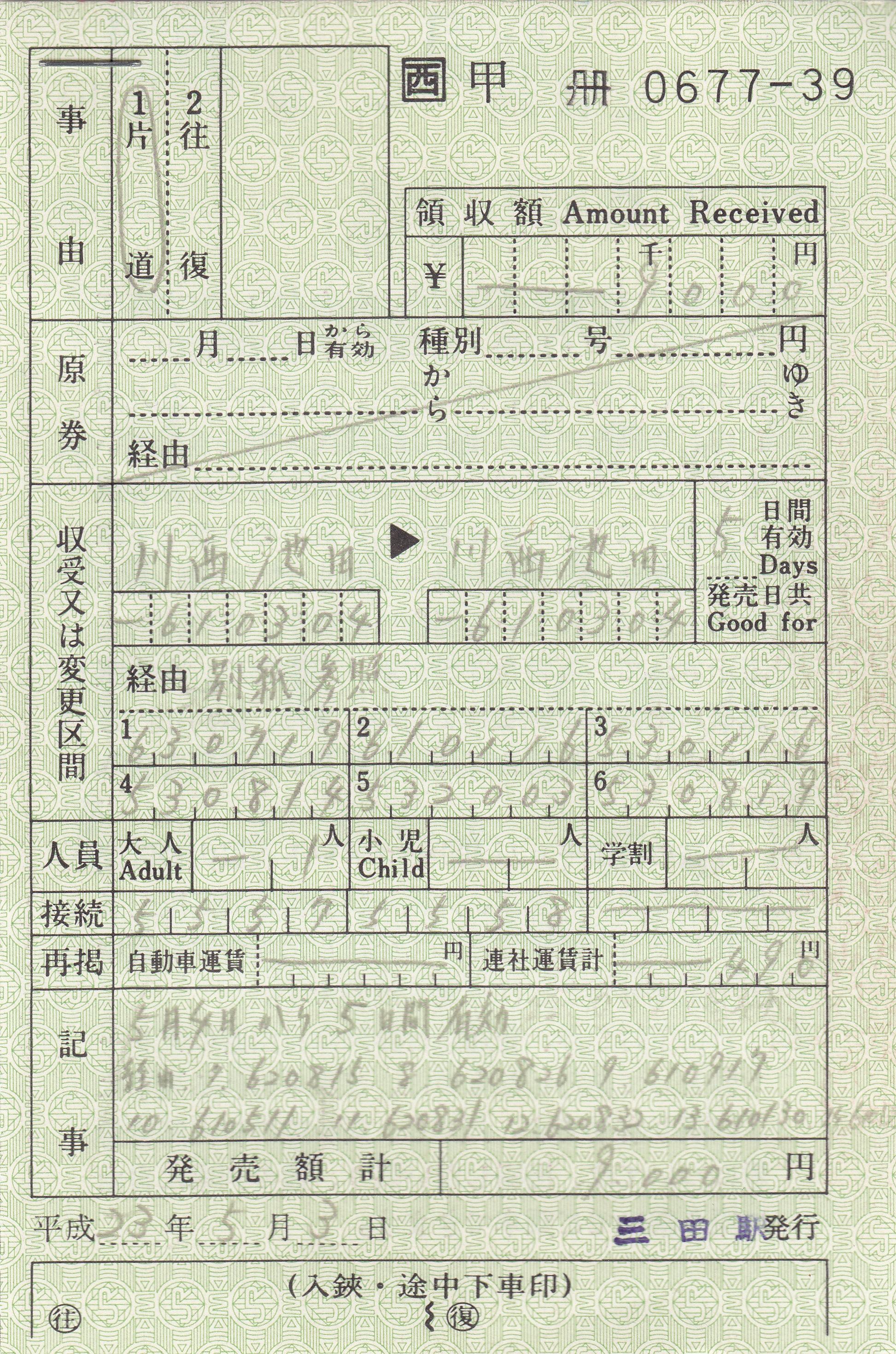
出札補充券（西日本旅客鉄道）

駅において、上記の事由で乗車券類を発行する際に用いられる。切符は旅客に渡す甲片と本社売上げ報告用の乙片の2片式がよく用いられるが、さらに自箇所集計用の丙片の3片式が用いられる会社も存在する。JRなどではノンカーボン紙を使用するが、カーボン紙を挟んで使用する会社もある。
端末が設置されている駅では、経路などの関係で端末で発行できない乗車券（最長片道切符等の特殊な乗車券）及び、非常用として保管しているところがほとんどであり、近距離乗車券などで入手するのはかなり困難である。なお、JR北海道やJR九州のマルス未設置駅の社員配置駅や簡易委託駅では、常備区間以外の乗車券を出札補充券で発行している所もある。ジェイ・アール北海道バスでは札幌駅地下（アピア）案内所、様似駅に鉄道と同じ様式だが独自の地紋で設置してある。私鉄では緊急時などに備えて相模鉄道の全駅や、東京メトロ等の駅に置かれている。
また、マニア向けに発売する場合がある。

#### 料金専用補充券

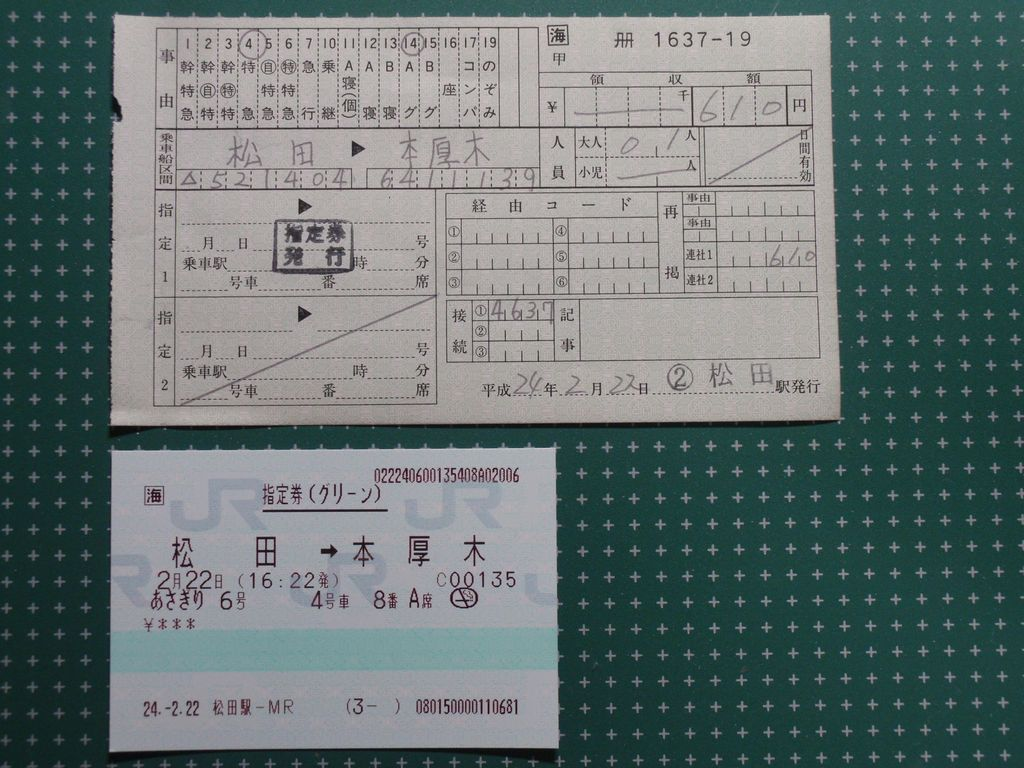
料金専用補充券（上）

特急券や指定席券などの料金券を発行する際に用いられる。切符は旅客に渡す甲片と売り上げ報告用の乙片に分かれている。ノンカーボン紙である。
マルス端末設置駅では、端末で発券できない券の場合や、団体旅客が回数券を同時に使う場合などに使用される。ただJR東日本・西日本・四国のPOS端末設置駅（JR四国は旧型のみ）では、POS端末による指定券発券が出来ないため、発行の際に常用されていることが多い。またJR北海道・四国・九州の発券端末未設置駅では指定券のほか、自由席券の発行にも使われることもある。
POS端末設置駅においては発行後に、POS端末メニューの「補充券発行実績」に入力する必要がある。乙片は売上処理後、各社の審査センターに送られることになっている。

#### 車内補充券

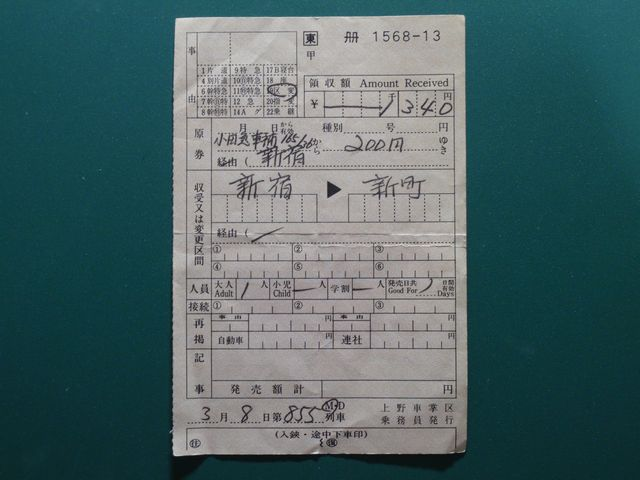
車内補充券

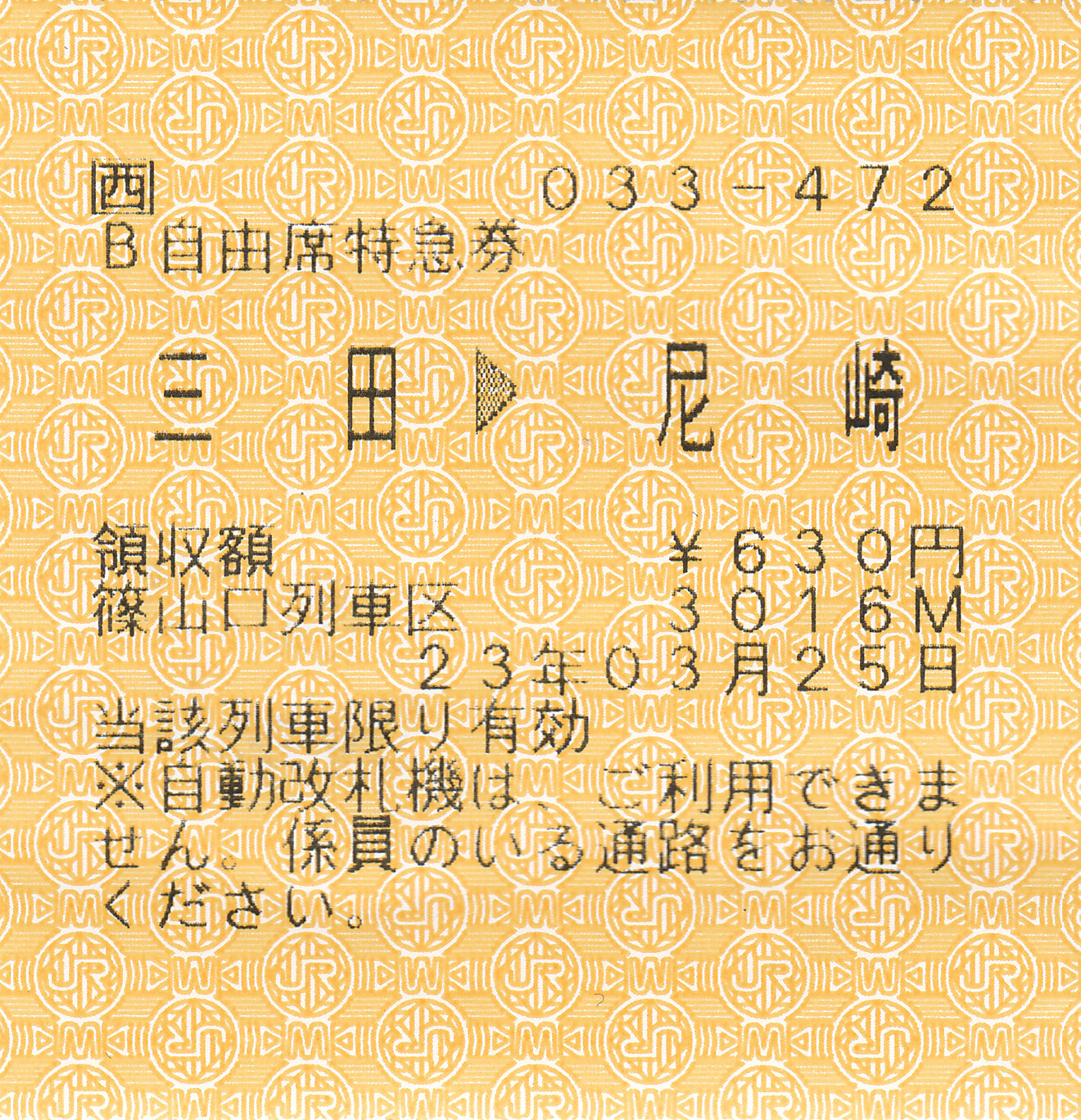
車内補充券（端末発行）

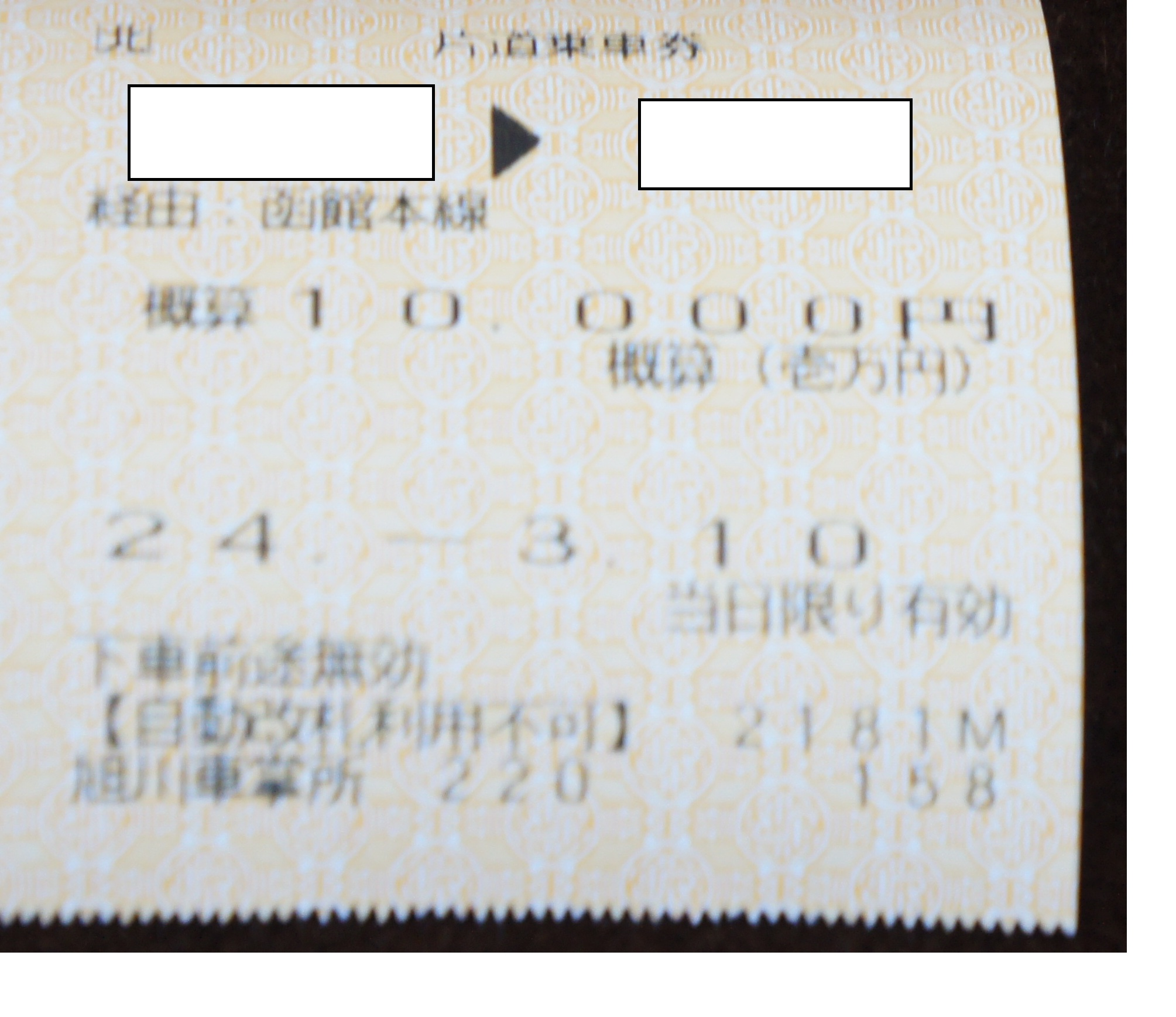
車内補充券（高額紙幣取り扱いの例で釣り銭は下車駅の有人改札で取り扱う例）

車内において、上記の事由で乗車券類を発行する際に用いられる。切符は旅客に渡す甲片と売り上げ報告用の乙片に分かれる。通常の乗車券・急行券・特急券だけでなく、一部の往復割引きっぷも発行しているところがある。路線図が書いてあるものや、着駅や運賃、経由駅などが羅列してあるものがあり、車掌がパンチで穴を開けたり、期日や運賃などを書き込んだりして発行している。発着駅や運賃、発券事由などが発行時点で印刷されており、手を加えないこともある。また料金を収受する際に乗客が高額紙幣のみでの支払いの為に釣り銭が不足している場合に限り乗車駅と下車駅を印字した補充券を渡し有人改札にて料金を支払う事が出来るよう手続きした例があるほか、一度高額紙幣を受け取って料金を収受済みである証明を発行し有人駅で受け取った紙幣額と利用区間の差額である釣り銭の受け取りが出来るように手続きをした補充券を発行する例がある。

#### 乗車変更専用特別補充券
乗車変更や別途乗車に対応するために一般用特別補充券の代用として発行される。

#### 特殊区間用特別補充券

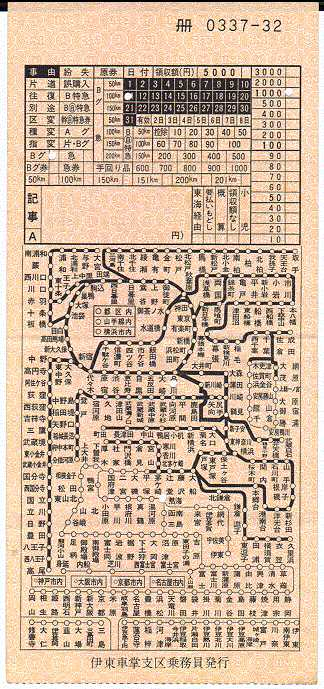
かつて使用されていた車内補充券。伊東車掌支区発行のBグリーン券

一般式特別補充券の代用として発行される。駅においては駅周辺の路線、車内においてはその車掌区が乗務している路線の駅名が記載されたものや、地図式で記載されたものにパンチと呼ばれる独特の形をした概算鋏で穴を開けて素早く発行できる。そのため、一般用補充券に比べて目にする機会が多かったが、JR線では車発機の普及により、イベント時や一部線区での特別な場合のみ使用される。

## 発券端末
- 車掌携帯端末

正式名称は「車内補充券発行機」（以下、端末機）と言い、俗に「車発機」又は、「車補機」と呼ばれている（電源は充電式）。
主に普通乗車券（片道・往復・連続）や自由席特急券、区間変更券、指定席変更券（自由席から指定席又は、指定席からグリーン車への変更）、自由席グリーン券、ライナー券（乗車整理券）の発券が主である。他にも手回り品きっぷやICOCA・Suicaで利用エリア外へ乗車した場合に発行する有効証明書、未使用証等も発券できる。端末にはプリンター機能も搭載されており、データ入力から発券まで全てが端末1台でできるようになっている。
端末機の管理は徹底かつ厳重に行われており、出勤点呼の際に釣銭準備金と予備の乗車券原紙（感熱紙タイプ）とセットで貸与される。乗務行路が終了すると直ちに釣銭準備金を返納し、端末機本体の締切を行い売上を確定させた後、売上は内勤当直へ納め、端末機本体の売上データを駅POS端末へ取込をし現金有高と売上データ合致していれば終了であり、退勤点呼の際に端末機と予備の乗車券原紙を返納する。また、万一盗難にあった時などに第三者による不正発券ができないよう、一定時間が経過したら自動的に電源がOFFになり、再び電源ONにした際、取り扱い担当社員固有の暗証番号を入力しないと再起動できない仕組みになっており、暗証番号を3回以上間違えると自動的にロックされ、発券はおろか締切すらもできなくなる。現在では、JR旅客6社とJRへ乗り入れを行っている第三セクターや近鉄などで使われており、JR各社によって端末機種が異なるが、一部では類似しているのもある。
JR各社が使用するのは感熱紙による出力（そのため自動改札機には対応していない）だが、近鉄などでは磁気情報が入った乗車券が出力される端末が使用されている。SuicaなどICカードの入出場記録などの情報を読み取る機能も搭載している。JR四国ではかつてはプリンター機能のついた専用端末を使用していたが、現在は専用アプリを入れたスマートフォン端末と携帯プリンターをそれぞれ携行し連動させて使用している。
交通科学博物館（閉館）にて、JR西日本で使われていた車内補充券発行機が展示されていた。
行楽地シーズン期間中の最寄駅での臨時出札業務や、自由席特急券臨時発行窓口でも補充券発行機が使用される場合がある。

## その他
路線バスの場合には、国鉄バス・JRバスの券のように、鉄道のそれに近い乗車券の様式を規定したものを用いている場合もあるが、東海自動車は案内所によっては、発券する乗車券が全て補充片道乗車券の箇所もある。またバス会社の中には、金券式の回数乗車券を代行で用いる場合もある。